# 美國原住民教會

美國原住民教會徽章

美國原住民教會（英語：Native American Church，縮寫），也稱作佩奧特信仰（Peyotism）或佩奧特教（Peyote Religion），是一種融合了美國原住民傳統信仰與基督教兩者的美洲原住民宗教，在聖禮中使用烏羽玉仙人掌作爲宗教致幻劑。 在烏羽玉仙人掌於19世紀晚期從墨西哥傳入北美大平原南部之後，該教會在美國俄克拉荷馬州初創。至20世紀末期，美國原住民教會約有25萬信徒，是美國、加拿大與墨西哥三國最廣爲流傳的原住民宗教。